# 31 Bootis
Désignations
31 Bootis (en abrégé 31 Boo) est une étoile géante de la constellation boréale du Bouvier. Elle est visible à l'œil nu avec une magnitude apparente de 4,86. Elle faisait partie de la constellation disparue du Mont Mainalos, située entre le Bouvier et la Vierge, dont elle était l'étoile la plus brillante.
L'étoile présente une parallaxe annuelle de 6,60 mas telle que mesurée par le satellite Gaia, ce qui permet d'en déduire qu'elle est distante d'environ 151 pc (∼493 al) de la Terre. Elle se rapproche du Système solaire à une vitesse radiale héliocentrique de −22 km/s.
31 Bootis est une étoile géante jaune de type spectral G7 IIIa, qui a épuisé les réserves en hydrogène qui étaient contenues dans son cœur. C'est une source connue de rayons X et elle a été un temps suspectée d'être variable, même si cela a été réfuté par la suite. L'étoile est âgée de 370 millions d'années et sa masse est 3,27 fois supérieure à celle du Soleil. Elle s'est étendue jusqu'à ce que son rayon rayon devienne 23 fois plus grand que le rayon solaire et elle est 275 fois plus lumineuse que le Soleil. Sa température de surface est de 4 807 K.